# Yli-Kitka
Yli-Kitka ist ein See in Finnland, in den Gemeinden Kuusamo (Nordösterbotten) und Posio (Lappland) gelegen. 
Der See ist mit dem nördlich gelegenen See Ala-Kitka über den Sund Kilkilösalmi verbunden. 
Zusammen bilden die beiden Seen das Kitkajärvi-Seensystem.
Mit 237 km² ist der Yli-Kitka der größte unregulierte See Finnlands.
Er liegt auf einer Höhe von 240,4 m.
Der Riisitunturi-Nationalpark liegt nördlich des Sees. 
Das Seensystem wird am Ostufer des Ala-Kitka über den Kitkajoki zum Oulankajoki entwässert und ist Teil des Einzugsgebiets des russischen Flusses Kowda, der ins Weiße Meer mündet.